# Ликинский автобусный завод
Ликинский автобусный завод (ЛиАЗ) — советское и российское предприятие, производитель автобусов среднего, большого и особо большого класса, расположенный в Ликино-Дулёве Московской области. В период с 2005 по 2012 год завод выпускал также и троллейбусы. Ведущий производитель автобусов большого и особо большого классов с долей на рынке 60 %. Первый автобусный завод на территории РФ, разработавший и начавший выпуск низкопольных автобусов и газовых автобусов. Первый в РФ разработал гибридный автобус и электробус, начал выпуск автобусов экологических стандартов Евро-5 и Евро-6. Разработки завода удостаивались премии «Лучший коммерческий автомобиль года».
Модельный ряд предприятия включает в себя полную линейку городских автобусов (9,5–19 метров), работающих на дизельном топливе, газе и электричестве. В линейке модельного ряда завода — 15 основных моделей низкопольных и полунизкопольных машин и 60 их модификаций. Самыми популярными моделями Ликинского автобусного завода являются автобусы большого класса для городских перевозок ЛиАЗ-5292 (и его модификации), а также ЛиАЗ-4292 (и его модификации). Автобусы оборудованы системами видеонаблюдения и навигации ГЛОНАСС/GPS, оснащены оборудованием для перевозки пассажиров с ограниченными возможностями и климатическими системами. Все автобусы имеют экологический класс «Евро-5». С 2016 года начат выпуск машин экологического класса «Евро-6» с двигателями российского производства.

## История
История Ликинского автозавода началась в 1937 году, когда был построен Лесохимический опытный завод облагораживания древесины — ЛОЗОД. Завод выпускал изоляционные плиты и прессованную древесину. В 1944 году был преобразован в Ликинский машиностроительный завод — ЛиМЗ и производил электропилы, шпалорезные станки, передвижные электростанции и другое оборудование для заготовки леса.
В 1959 году Ликинский машиностроительный завод был преобразован в автобусный, куда было перенесено производство с ЗИЛа. Первым автобусом, сошедшим с конвейера, стал ЗИЛ-158. Пожалуй, самым значимым детищем завода стал автобус ЛиАЗ-677. Всего было произведено 194 183 экземпляра этой модели. В 1975 году производство было выведено на проектную мощность 10 000 автобусов в год. В 1976 году Указом Президиума Верховного Совета СССР завод был награждён Орденом Трудового Красного Знамени.
В 1986 году началось серийное производство модели ЛиАЗ-5256, которая во второй половине 1990-х и в 2000-х годах стала основной.
После распада СССР работа завода замедлилась, а в 1996 году — и вовсе остановилась из-за сложной экономической обстановки, а также из-за пожара на заводе двигателей КамАЗ. В 1997 году ЛиАЗ был объявлен банкротом и было введено конкурсное производство.
В 2000 году вошёл в компанию «Русские автобусы» (до 2004 года — концерн «РусПромАвто»). С 2005 года входит в состав «Группы ГАЗ».
В 2003−2006 годах разработаны и запущены в серийное производство новые модели автобусов: низкопольный ЛиАЗ-5292, полунизкопольный ЛиАЗ-5293, сочленённый высокопольный ЛиАЗ-6212, а также сочленённый низкопольный ЛиАЗ-6213. На базе выпускаемых автобусов разработаны троллейбусы ЛиАЗ-5280, ЛиАЗ-52802 и ЛиАЗ-52803.
6 декабря 2007 года на заводе выпущен первый троллейбус, полностью произведённый на предприятии. Планировалось, что эта линия будет выпускать 500 троллейбусов в год с последующей возможностью увеличения производительности до 1000 штук в год. Первая поставка с новой линии произведена в Челябинское троллейбусное управление. Однако через несколько лет проект был свернут, всего завод собрал около 200 троллейбусов.
В 2010—2011 годах Ликинский автобусный завод проводит рестайлинг своей продуктовой линейки.
С июня 2014 года завод начинает выпускать автобусы разработки Голицынского автобусного завода.
Начиная с 2015 года Ликинский автобусный завод вновь проводит рестайлинг своей продуктовой линейки с запуском автобусов новых модификаций и частичный ребрендинг в качестве центральной, используя эмблему завода ГАЗ. С этого же года с конвейера завода сошла новинка — автобус ЛиАЗ-4292.
Осенью 2018 года Ликинский автобусный завод начал серийный выпуск электробусов (автобусов на электрической тяге), попытка наладить производство которых осуществлялась более 6 лет. Электробус ЛиАЗ-6274 разработан на базе существующей модели низкопольного автобуса ЛиАЗ-5292, серийно выпускаемого с 2004 года.
Площадь завода 630 тыс м², производство — на 172 тыс м².
Модернизация Ликинского автобусного завода, проведенная по инициативе Олега Дерипаски, позволила начать  выпуск всей линейки продукции в одном потоке. Завод стал получать современное оборудование из Японии, Италии, Швеции, Швейцарии, Австрии, Германии. Установлена линия антикоррозионной обработки и окраски кузовов Geico, состоящая из 8 ванн катафорезного грунтования, 12 окрасочных камер, 10 сушильных камер.
С 2014 года ЛиАЗ начал производить междугородные и туристические автобусы «Круиз» и «Вояж» на шасси Scania. Обе модели были задействованы для обслуживания XXII зимних Олимпийских и XI Параолимпийских игр в Сочи. В рамках проекта было изготовлено и поставлено 282 автобуса большого класса «Вояж». 
В 2018 году Ликинский автобусный завод представил рестайлинговую модель автобуса «Круиз», которую разработали специально для обслуживания Чемпионата Мира по футболу.   Обновленный «Круиз» получил новый экстерьер, улучшенные пассажирские сиденья с максимальными регулировками, увеличенную пассажировместимость с 47 до 51 чел. Автобус оснастили off-board-системой (удаленная диагностика состояния основных систем автобуса) и автоматической системой помощи водителю ADAS.
С 2015 года новая линейка всех автобусных предприятий «Группы ГАЗ» консолидируется под единым брендом ГАЗ. Первой моделью Ликинского автобусного завода, сошедшей с конвейера, под единым брендом группы стал ГАЗ КУРСОР (ЛиАЗ-4292). В 2016 году модель участвовала в международной выставке коммерческого транспорта в Германии (г. Ганновер) и удостоена первой премии конкурса «Лучший коммерческий автомобиль года в  России», получив титул «Автобус года в России». 
Ликинский автобусный завод выпустил более 290 тысяч автобусов различных классов и назначений. Сегодня российский парк автобусов марки «ЛиАЗ» превышает 33 тысячи единиц, что составляет 9,3 %  от общего количества автобусов, эксплуатирующихся в России.
С 2018 года ЛиАЗ серийно выпускает электробусы под маркой ГАЗ с маркировкой ЛиАЗ-6274, оснащенные литий-титанатными батареями с возможностью ультрабыстрой зарядки от 4 до 10 минут.  В электробусе ГАЗ установлены два асинхронных двигателя мощностью до 125 кВт, позволяющие развивать скорость до 70 км/ч. Электробус ГАЗ рассчитан на перевозку 85 пассажиров, имеет 27 посадочных мест с возможностью крепления кресла для пассажиров с ограниченными возможностями.
В 2023 году ЛиАЗ стал третьим по популярности брендом автобусов в России. Было продано 1769 единиц, что на 66% больше, чем в 2022 году. Самой популярной моделью стал ЛиАЗ-5292, продано 1102 шт.
В 2021 году был представлен концептуальный электробус большого класса E-CITYMAX 12., а также автобус большого класса на водородном топливе – CITYMAX 12 Hydrogen. В 2024 году началось производство обновлённой линейки дизельных городских автобусов ЛИАЗ «Citymax 12».

## Продукция
| Изображение | Название                | Годы производства | Количество    | Двигатель    | Примечания                                                  |
| Автобусы    | Автобусы                | Автобусы          | Автобусы      | Автобусы     | Автобусы                                                    |
| ----------- | ----------------------- | ----------------- | ------------- | ------------ | ----------------------------------------------------------- |
|             | ЗИЛ-158В                | 1957—1970         | около 71 900  | V6           | советский автобус среднего размера                          |
|             | ЛиАЗ-677                | 1967—1994         | около 200 000 | V8           | советский автобус среднего размера                          |
|             | ЛиАЗ-5256               | 1986—2021         | 48 623        | дизель / газ | высокопольный автобус большого класса                       |
|             | ЛиАЗ-6212               | 2002—2014         | 2 790         | дизель / газ | сочленённый высокопольный автобус особо большого класса     |
|             | ЛиАЗ-6213               | с 2007            | 7 463         | дизель / газ | сочленённый низкопольный автобус особо большого класса      |
|             | ЛиАЗ-5292               | с 2004            | 31 493        | дизель / газ | низкопольный автобус большого класса                        |
|             | ЛиАЗ-5293               | 2006—2021         | 4 443         | дизель / газ | полунизкопольный автобус большого класса                    |
|             | ЛиАЗ-4292               | с 2015            | 5 907         | дизель       | низкопольный автобус среднего класса                        |
|             | ЛиАЗ-5250 «Вояж»        | 2011—2022         | 1 322         | дизель       | пригородный автобус выпускавшийся на шасси «Scania»         |
|             | ЛиАЗ-5291(5290) "Круиз" | с 2003            | -             | дизель       | междугородный автобус большого класса                       |
|             | ЛиАЗ Citymax 12         | с 2024            | 10            | дизель / газ | низкопольный автобус большого класса                        |
| Электробусы |                         |                   |               |              |                                                             |
|             | ЛиАЗ-6274               | с 2012            | 354           | асинхронный  | низкопольный электробус большого класса, запас хода 200 км. |
|             | ЛиАЗ-6274.20 Citymax 18 | 2022              | 1             | асинхронный  | сочленённый электробус особо большого класса                |
| Троллейбусы |                         |                   |               |              |                                                             |
|             | ЛиАЗ-5280               | 2005—2012         | 150           | ДПТ          | высокопольный троллейбус                                    |

### Опытные и прочие модели
- ЛиАЗ-5917 — передвижной видеосалон
- ЛиАЗ-5918 — передвижной компьютерный центр
- ЛиАЗ-5256Т — опытный троллейбус, построенный в 1991 году
- ЛиАЗ-52802 — низкопольный троллейбус на базе автобуса ЛиАЗ-5292
- ЛиАЗ-52803 — полунизкопольный троллейбус на базе автобуса ЛиАЗ-5293
- ЛиАЗ-6224 и ЛиАЗ-6225 (2004–2005) — трёхосный автобус (опытный)
- ЛиАЗ-6274х (2018) — троллейбус (опытный)
- ЛиАЗ-6228 в 2016 году выпущен один экземпляр ЛиАЗ-6228.10 — трёхосный автобус особо большого класса.
- ЛиАЗ-6220 (1992) — сочленённый троллейбус на базе ЛиАЗ-5256 (МТрЗ)
- СВаРЗ-6240 (1994) — сочленённый автобус на базе ЛиАЗ-5256 (СВаРЗ)
- СВаРЗ-6234 (2008) — сочленённый троллейбус на базе ЛиАЗ-6213 (СВаРЗ)
- ЛиАЗ-5250 и ЛиАЗ-5251 «Вояж» (c 2014 г.) — междугородный автобус большого класса на шасси «Scania»[22]
- ЛиАЗ-5290 (с 2017 г.) и ЛиАЗ-5291 «Круиз» (ГолАЗ-5291 «Круиз») — междугородный туристический автобус большого класса, мелкосерийно выпускавшийся заводом с 2014 до 2022 года на шасси «Scania»[23][24], а с 2024 года выпускающийся на шасси «Foton».
- ЛиАЗ-5292 (с 2004 г.) — На его основе разработаны гибридная модель ЛиАЗ-5292Х (2009) и газовая модификация ЛиАЗ-52927 с экологическим стандартом EEV/Евро-6 (2010). С октября 2019 года на основе версии ЛиАЗ-529265 начат выпуск пригородно/междугородной полунизкопольной версии с двухдверным кузовом и cиденьями с подголовниками.[25]